# Artèria braquial
L'artèria braquial o artèria humeral és la principal artèria del braç. És la continuació de l'artèria axil·lar més enllà del marge inferior del múscul rodó major. Continua baixant per la superfície ventral del braç fins que arriba a la fossa cubital, al colze. Després es divideix en les artèries radial i cubital que recorren l'avantbraç. En alguns individus, la bifurcació es produeix molt abans i les artèries cubital i radial s'inicien més amunt. El pols de l'artèria braquial és palpable a la cara anterior del colze, medial al tendó del bíceps i, amb l'ús d'un esfigmomanòmetre permet mesurar la tensió arterial.
L'artèria braquial està estretament relacionada amb el nervi medià; a les regions proximals, el nervi medià és immediatament lateral a l'artèria braquial. Distalment, el nervi medià travessa el costat medial de l'artèria braquial i es troba per davant de l'articulació del colze.

## Estructura
L'artèria braquial dona lloc a les branques següents:
- Artèria braquial profunda
- Artèria col·lateral cubital superior
- Artèria col·lateral cubital inferior
- Artèria radial (una branca terminal)
- Artèria cubital (una branca terminal)
- Ramificacions de nutrients a l'húmer

També dona lloc a importants xarxes anastomòtiques del colze i (com a artèria axil·lar) de l'espatlla.
El cap del bíceps és lateral a l'artèria braquial. El nervi medià és medial a l'artèria braquial durant la major part del seu curs.